# So Ends Our Night
So Ends Our Night és una pel·lícula estatunidenca dirigida per John Cromwell, estrenada el 1941.
El guió és l'adaptació, per Talbot Jennings, de la novel·la Els Exiliats d'Erich Maria Remarque.
Una temptativa valenta el 1941 de denunciar l'horror del règim nazi a Alemanya, abans de saber-se l'Holocaust i abans que els Estats Units no entressin en guerra.

## Argument
Josef Steiner és un alemany que no comparteix els ideals del nazisme i per això ha de fugir. A Viena coneix Ludwig, pròfug de Praga també sense documents. Junts fugen de la capital austríaca i arriben a Praga on Ludwig coneix Ruth.
Són obligats a fugir de nou, aquest cop la meta és París on potser podran reconstruir una nova vida.
Josef s'assabenta que la seva dona està ingressada s l'hospital i decideix de tornar a veure-la una darrera volta, sabent no obstant que s'arrisca a ser detingut.

## Repartiment
- Fredric March: Josef Steiner
- Margaret Sullavan: Ruth Holland
- Frances Dee: Marie Steiner
- Glenn Ford: Ludwig Kern
- Anna Sten: Lilo
- Erich von Stroheim: Brenner

## Nominacions
- Oscar a la millor banda sonora per Louis Gruenberg